# Sœtrich
Sœtrich, également orthographié Soetrich, est un village et une ancienne commune française du département de la Moselle, qui est rattachée à la commune de Hettange-Grande depuis 1811.
Ses habitants, qui sont environ 1 500 en 2010, sont appelés les Sœtrichois en français et les Séitrécher en platt.

## Géographie
Sœtrich est un village français situé en région thionvilloise, à 8 km au Nord de Thionville. Les localités les plus proches sont Hettange-Grande au Sud, Entrange à l'Ouest, Kanfen au Nord-Ouest et Boust au Nord-Est.
Ce village est délimité à l'Ouest par la ligne de Metz-Ville à Zoufftgen et à l'Est par la route D653. Dans les environs très proches, l'Observatoire d'Hettange se trouve à l'Ouest de Sœtrich et la Réserve naturelle d'Hettange au Sud-Est.
Sur le plan hydrographique, Sœtrich est traversé par la rivière Kiesel qui coule du Nord vers le Sud et qui se jette dans la Moselle. Cette rivière coupe le village en deux parties à peu près égales, autrement dit elle le traverse à peu près au milieu.

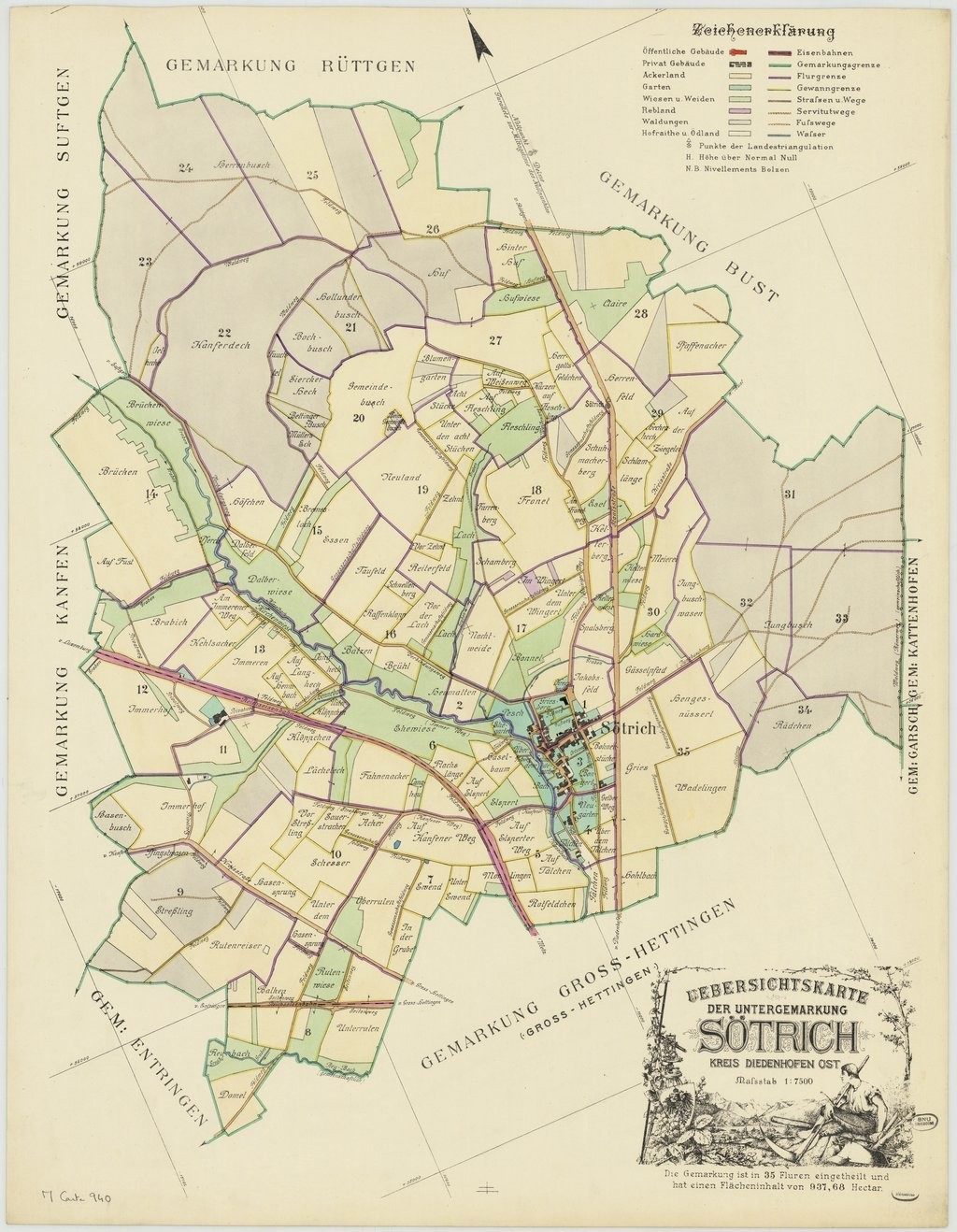
Plan cadastral de Sœtrich au début du XXe siècle.
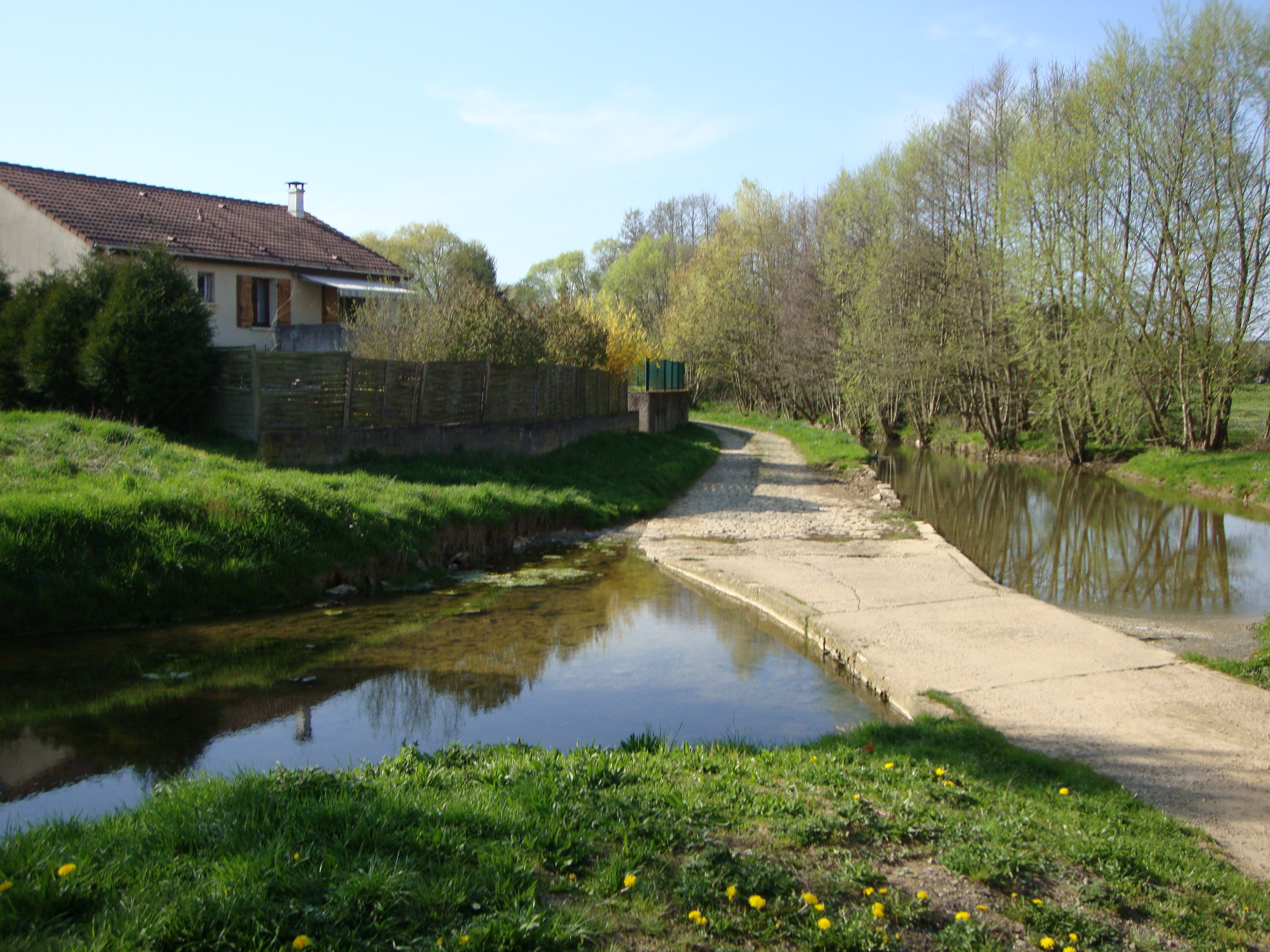
La Kiesel à Sœtrich.

## Toponymie
En francique lorrain : Séitréch, et Séidréng. En allemand : Soetrich, qui s'écrit également Sötrich.

### Mentions anciennes
Le nom de cette localité est attesté sous les formes : Sinteriacum en 977 ; Seuteriacum en 993 ; Setaco en 997 ; Serich en 1157 ; Setre en 1210 ; Suetre en 1294 ; Setterich en 1601 ; Setrich-Grande en 1606 ; Zetry en 1680 ; Soetterigh et Soetricq en 1696 ; Soetrigh, Sottrigh, Soetricq et Zetricq en 1697 ; Soestrich en 1756 ; Zetrich (carte de Cassini) ; Soetrich en 1793 ; Sötrich pour les périodes 1871-1918 et 1940-44.

### Étymologie
Il s'agit d'une formation toponymique gallo-romaine en (i)acum, suffixe gallo-romain de localisation et de propriété d’origine gauloise qui a régulièrement abouti à la terminaison -ich par germanisation. Le premier élément s’analyse sans doute comme un nom de personne, selon le cas général. François de Beaurepaire croit reconnaître à partir de la plus ancienne mention Sinteriacum (977), l'anthroponyme gallo-romain *Sentarius, variante de Senter, attesté à Vienne (CIL XII, 5708) et qu'il propose tout d'abord pour la formation gallo-romaine en -(i)acum, Cintray (Eure), ainsi que pour les autres produits de -(i)acum, Ceintrey (Meurthe-et-Moselle, Senterei 1175, Sainteri vers 1203), les Cintré et Xaintray du domaine d’oïl. Albert Dauzat quant à lui, préfère suggérer le nom de personne latin *Cintirius de Cintirio ou sa variante *Cintrius dans certains cas pour ces types toponymiques, mais il n'évoque pas Sœtrich.
Une autre hypothèse fait remonter Ceintrey (Sinteriaco Xe siècle), commune de Meurthe-et-Moselle, au type toponymique *Sinthariacum, c'est-à-dire non plus comme un dérivé en -(i)acum d'un nom de personne latin ou gallo-romain, mais comme un dérivé à partir de l'anthroponyme germanique Sinthar, Sinter identifié en Gaule par Marie-Thérèse Morlet, qui donne aussi cette explication pour la localité Scientrier: Sinthar (Sindharius), anthroponyme germanique composé de sind (« voyage ») et hari (« armée »). Il est possible que les mentions Sinteriacum de 977 et Seuteriacum de 993 pour Sœtrich, se réfère en fait à Ceintrey, sans certitude cependant.
Remarque : la forme la plus ancienne semble être contredite par les mentions suivantes dans la mesure où le passage de [in] à [e] / [œ] est difficile sur le plan phonétique.
Se trouve dans l’aire de diffusion de la toponymie germanique en France,,,.

## Histoire
Sœtrich dépendait en partie de la seigneurie d'Ottange en 1631 et en partie de la terre de Roussy en 1682. Sur le plan religieux, sa chapelle était une annexe mixte des paroisses de Hussange et d'Œutrange.
Cette localité fait partie du duché de Luxembourg jusqu'en 1659 (traité des Pyrénées), puis de la province française des Trois-Évêchés jusqu'en 1790.
Sœtrich devient une commune en 1790, qui est finalement rattachée à celle de Hettange-Grande par un décret du 9 septembre 1811,. Ce village est intégré dans le canton de Hettange en 1790, puis est transféré dans celui de Cattenom à l'époque de l’an III.

### Archéologie
Le ban de Soetrich a livré de nombreux artefacts préhistoriques couvrant les périodes du mésolithique final (armature de flèche « feuille de gui ») et néolithique (meule, affutoirs, haches en pierres polies, grattoirs et racloirs en silex taillés, armatures de flèches de différents types).
Des tertres funéraires sont également signalés.
Site d'habitat gallo-romain avec tegulae (tuiles plates), imbrices (tuiles creuses), tessons de céramique, monnaies, pièce remarquable en plomb, mais aussi d'une hache de combat de type Schaftloch, arme habituellement en usage parmi les auxiliaires militaires du Bas-Empire.

## Démographie
| 1793 | 1800 | 1806 | 1871 |
| ---- | ---- | ---- | ---- |
| 332  | 316  | 277  | 508  |

En 1817, il y a 332 habitants répartis dans 53 maisons et en 1844, la population est de 399 personnes réparties dans 54 maisons. En 2010, Sœtrich compte environ 1 500 âmes.

## Culture locale et patrimoine

### Sobriquets
Les habitants sont historiquement surnommés : Séitrécher muurtentaarten (les tartes aux carottes de Sœtrich) et Séitrécher fauserten (les farceurs de Sœtrich).
Une Sœtrichoise, qui avait chez elle des invités de Hettange-Grande, leur a servi eng Muurtentaart (une tarte aux carottes), car elle n'avait rien d'autre à mettre dedans. Cette petite histoire c'est ensuite répandue à Hettange-Grande et est devenue un sobriquet.
Le second surnom est dû au fait qu'il y avait jadis dans ce village, pendant l'été, des familles itinérantes d'amuseurs publics.

### Linguistique
Le dialecte francique de Sœtrich est presque identique à celui de Hettange-Grande : dans un questionnaire de 285 mots courants, seulement 7 se sont avérés être différents entre le parler de Sœtrich et celui de Hettange-Grande. Par ailleurs, la consonne [r] se prononce toujours dans la gorge à Sœtrich, ce qui n'est pas le cas à Hettange-Grande où elle est parfois vocalisée.
| dialecte de Hettange-Grande | dialecte de Sœtrich | français            |
| --------------------------- | ------------------- | ------------------- |
| de Flillek                  | de Flinnek          | l'aile              |
| d'Omäs                      | d'Omais             | la fourmi           |
| de Schâmpignân              | d'Drichléng         | le champignon       |
| den Hart                    | den Härt            | le berger           |
| 't Ur                       | 't Or               | l'oreille           |
| de Lon                      | de Loun             | le salaire          |
| de Keel                     | de Koul             | le replant de choux |

### Lieux et monuments

#### Édifices civils
Le Gros Ouvrage de Soetrich de la ligne Maginot, abandonné par l'armée, fut construit sur le territoire de la commune dans les années 1930.

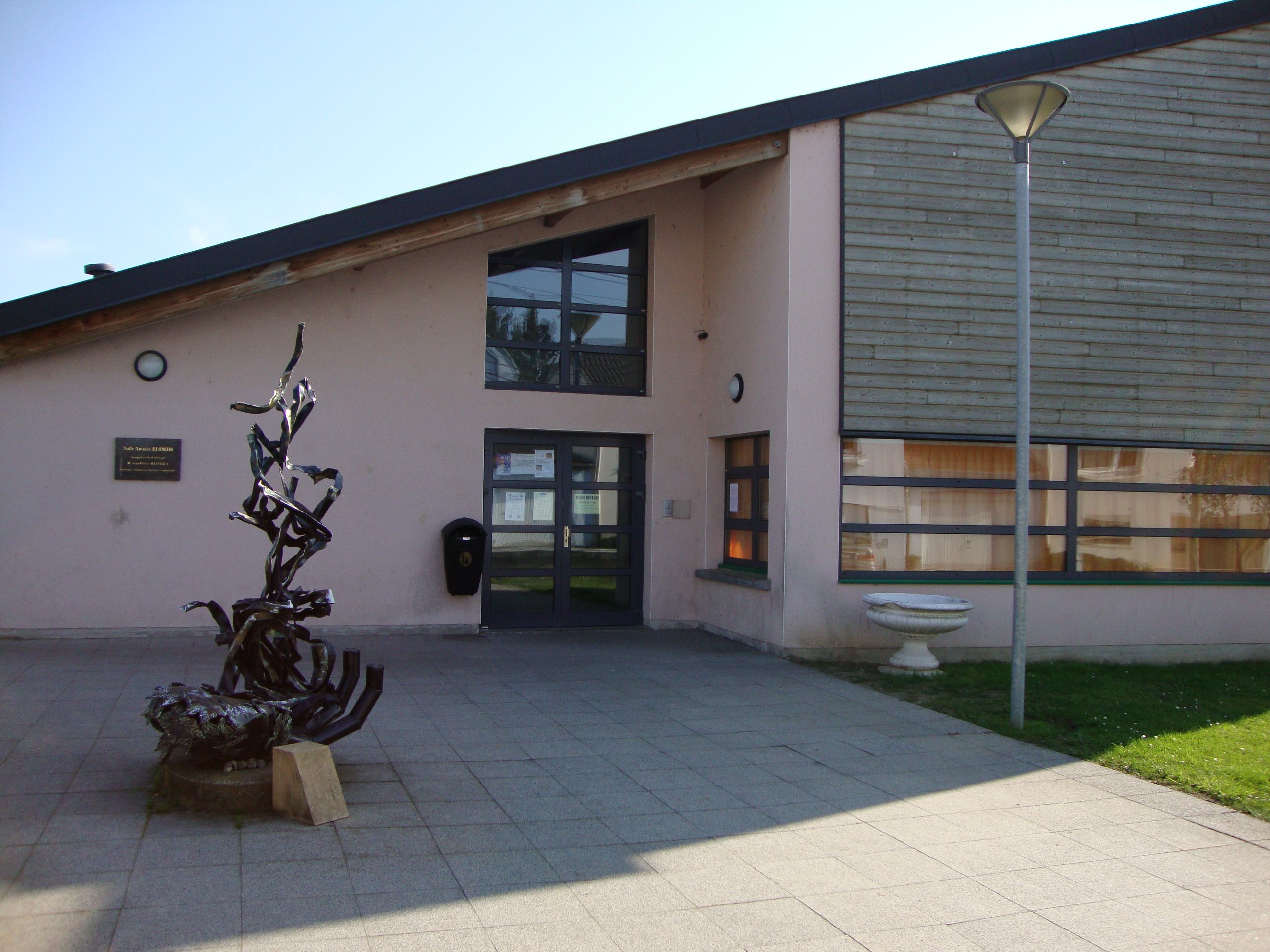
Salle Antoine Blondin.
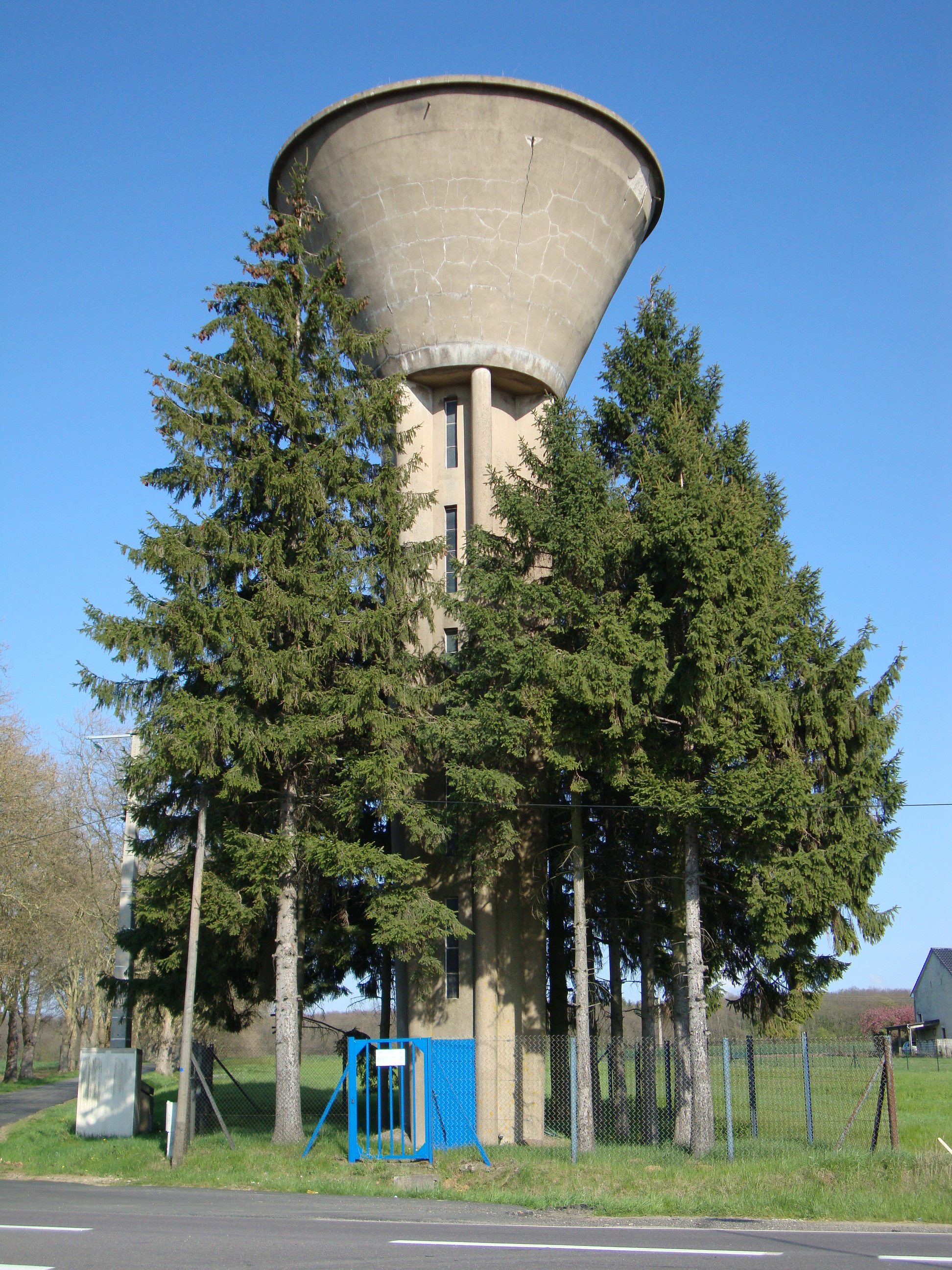
Château d'eau de Sœtrich, détruit le 15 janvier 2011 par dynamitage.

#### Édifices religieux
Sœtrich possède une chapelle dédiée à Notre-Dame-de-la-Nativité située rue de la Chapelle, construite au XVe siècle ; la nef et le campanile furent reconstruits au XVIIe siècle, sans doute en 1660, date inscrite dans l'enduit sur le chevet ; la sacristie fut construite entre 1900 et 1906 ; la flèche polygonale couverte d'ardoise est transformée en flèche carrée en 1976 ; l'armoire eucharistique et l'oculus datent du XVe siècle, l'autel de 1703, avec la statue d'une Vierge à l'Enfant assise XIVe siècle. Elle conserve aujourd'hui de nombreux éléments du XVe siècle qui survécurent à la guerre de Trente Ans.

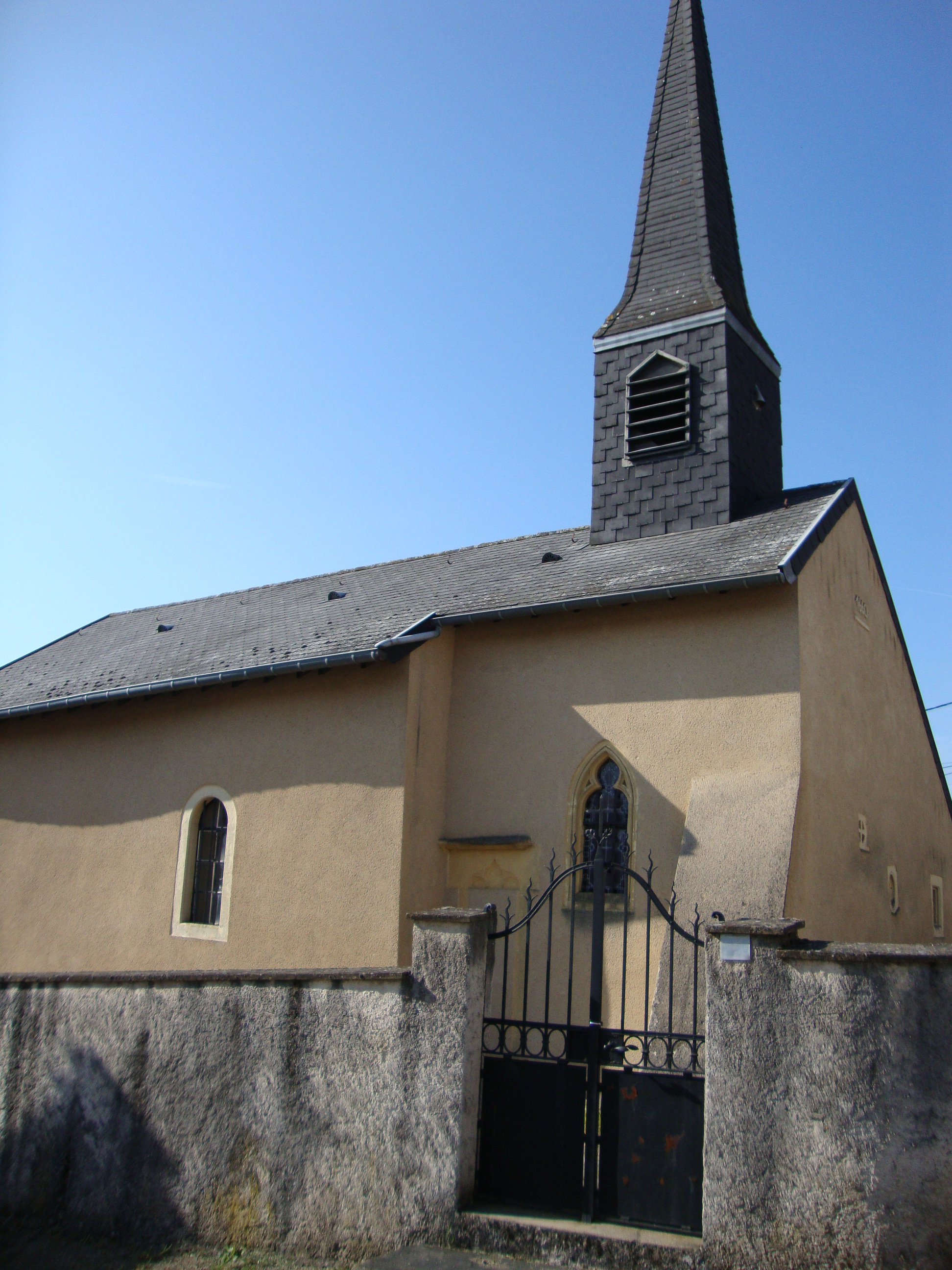
Chapelle Notre-Dame de la Nativité de Sœtrich.
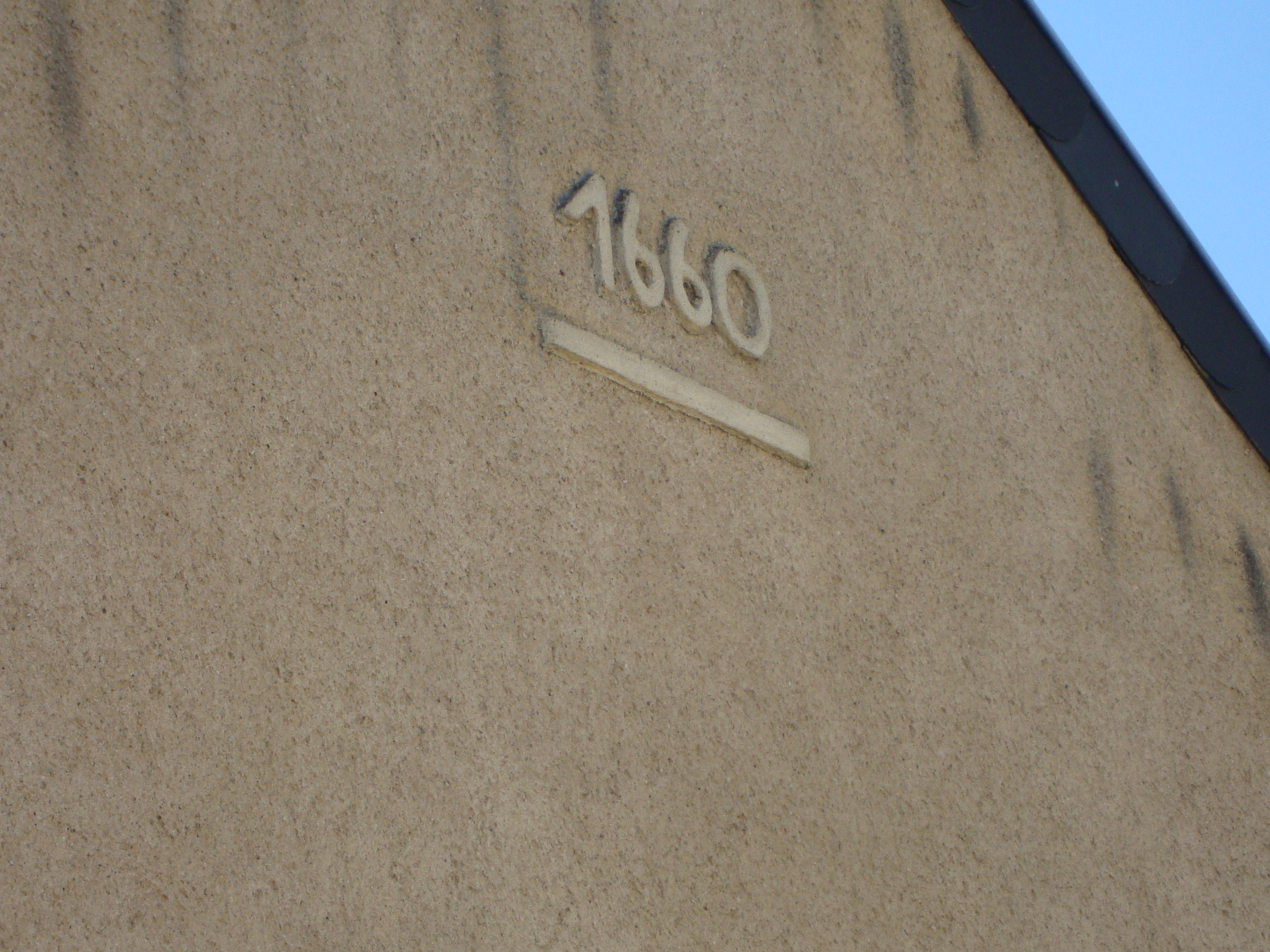
Date portée sur la façade de la chapelle.
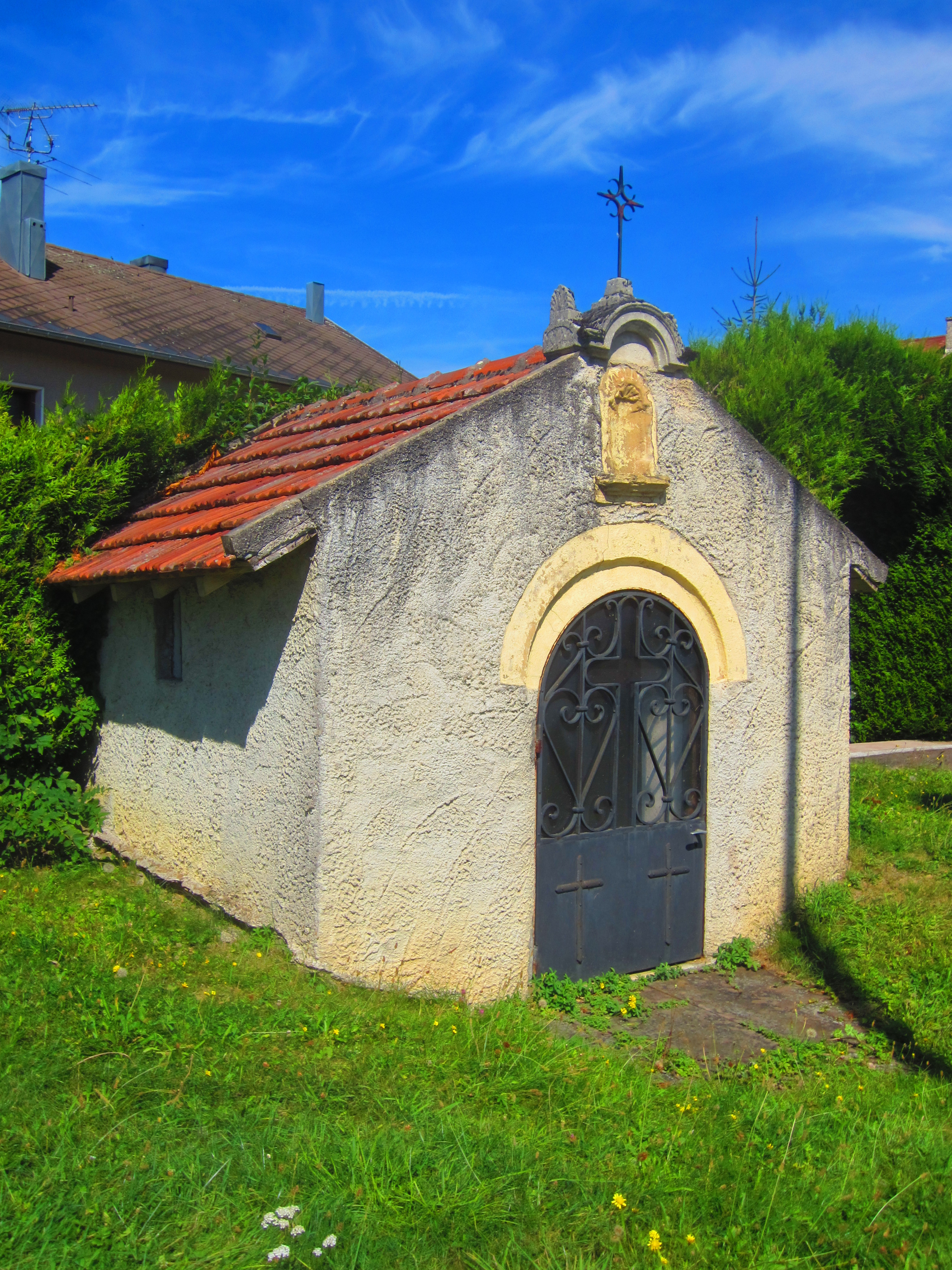
Petite chapelle.
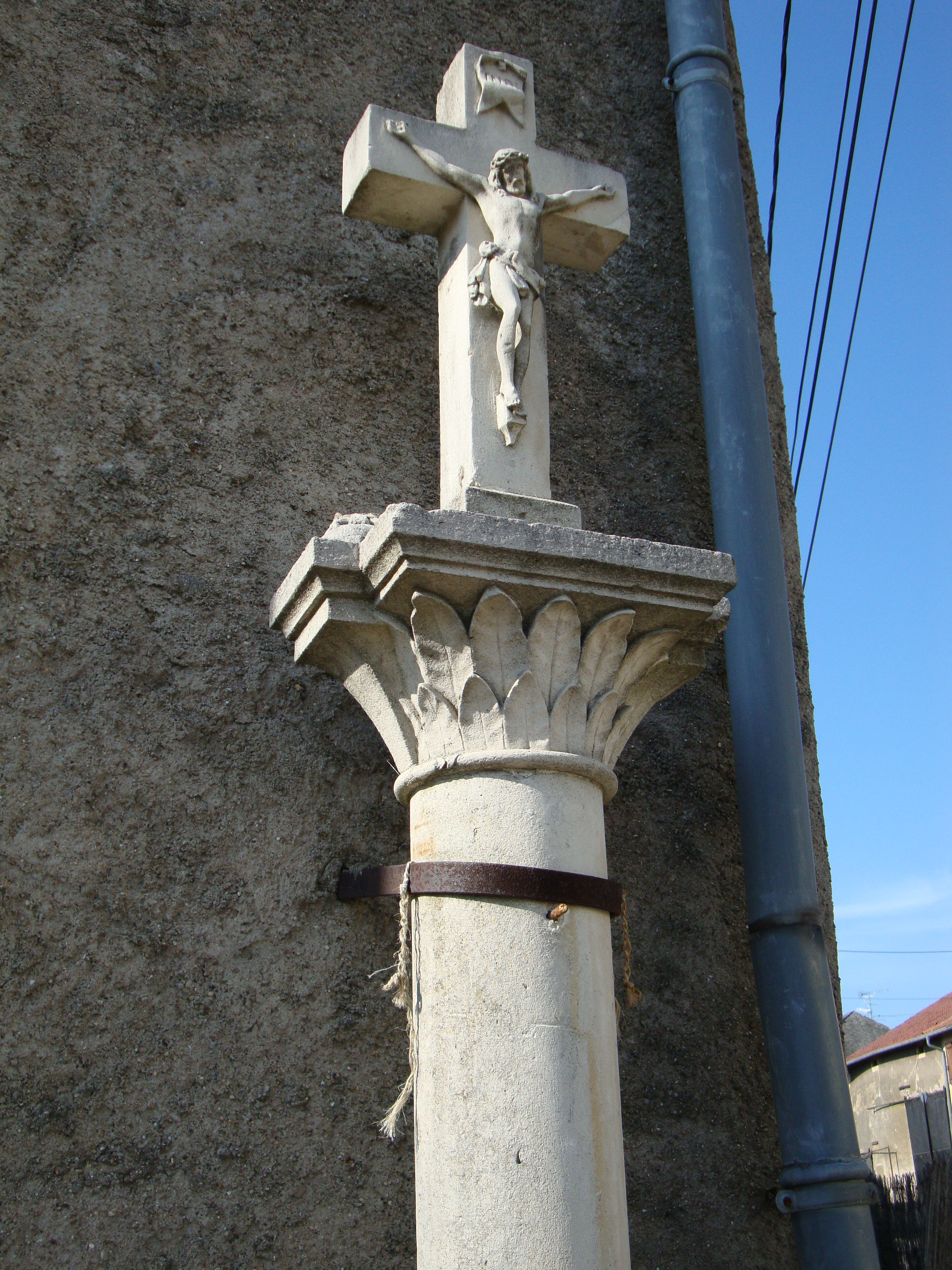
Calvaire de Sœtrich.

### Personnalités liées
- Carole Gaessler (1968-), journaliste et animatrice TV, a grandi dans ce village[15]